# Jacobo Morales
Jacobo Morales Ramírez (Lajas, 12 de noviembre de 1934) es un cineasta, actor, poeta y animador puertorriqueño. Muchos lo consideran el director de cine más influyente en la historia de Puerto Rico.

## Biografía
Se inició como locutor en la radio y en el teatro a la edad de 14 años y poco después empezó a escribir guiones y desarrollarse como escritor y director. Ha trabajado en la televisión desde sus orígenes, en 1954. En dicho medio ha cultivado el drama, la sátira y la comedia. Muchos de sus programas han dejado profunda huella en la audiencia, como "Desafiando a los genios", "Esto no tiene nombre", "Ahí va eso", "La tiendita de la esquina", "Todo el año es Navidad" y "Los Rayos Gamma", el cual fundó junto al fenecido periodista Eddie López.
En el teatro ha desempeñado roles protagónicos en más de 30 obras, entre las que se encuentran "El camino real", "La muerte de un viajante", "El tragaluz" (que le hizo merecedor de un premio nacional de actuación), "¿Conoce usted la vía láctea?, "El cuervo", "La cocina de los ángeles", "O casi el alma", "La carreta", "Muerte en el Nilo", "Ardiente paciencia" y "El club del cementerio".
Como dramaturgo ha escrito cinco obras de teatro las cuales ha dirigido y protagonizado: "Muchas gracias por las flores" (1973), "Cinco sueños en blanco y negro" (1975), "Aquella, la otra, éste y aquél" (1978), "Una campana en la niebla" (1980) y "Teté quiere volvé'" (1992). Sus tres primeras piezas teatrales fueron publicadas, así como sus dos poemarios "100 x 35, poesía" (1973) y "409 metros de solar y cyclone fence" (1978).
Caracterizó personajes importantes junto a Woody Allen, en "Bananas" y Barbra Streisand en "Up the Sandbox". Fue protagonista en uno de los episodios de la película de Luis Molina "Cuentos de Abelardo" y estelarizó, junto a Roxana de Soto, la cinta de Noel Quiñones "A San Juan Story". Hace poco volvió a Hollywood para protagonizar junto a Melinda Dillon y Robert Carradine, el filme "The Effects of Magic". Recientemente fue una de las figuras centrales de "Angelito mío", dirigida por Enrique Pineda Barnet.
Su primera película como realizador, Dios los cría (1979), marcó época en la cinematografía puertorriqueña y fue merecedora de varios premios y reconocimientos internacionales. Además fue seleccionada como una de las 25 películas más significativas de Latinoamérica. A ésta le siguió "Nicolás y los demás" en la que Jacobo, además de dirigir, hizo el papel central. Esta actuación le mereció el premio al mejor actor en el festival de Cartagena de Indias, en Colombia, en 1986. "Lo que le pasó a Santiago", su tercer filme, situó a Puerto Rico en los primeros planos de la cinematografía mundial y fue nominada al Oscar como mejor película en idioma extranjero, en 1990.
"Linda Sara" su más reciente cinta, estrenada en 1995, ha sido la película puertorriqueña más exitosa de todos los tiempos, al llevar sobre doscientos mil espectadores a las salas del país. Dicho filme obtuvo el "Premio al Miglior Contributo Artístico" (Premio a la Mejor Contribución Artística) en el Festival de Cine Latinoamericano de Trieste, Italia; el "Premio del Público", en el Festival de Mar del Plata, Argentina, y "Los premios al mejor guion y la mejor música" en el Festival de Cine Latinoamericano celebrado en Nueva York.
Recientemente fue estrenado su cortometraje "Jugando en serio", que forma parte del largometraje "Enredando sombras", producido por la compañía Amaranta de Gabriel García Márquez, en conmemoración de los 100 años del cine en Latinoamérica.
Jacobo ha recibido una considerable cantidad de premios y reconocimientos entre estos un homenaje rendido por las Cámaras Legislativas de Puerto Rico, así como dos doctorados honoris causa concedidos por el E.D.P. College, la Universidad del Turabo y la Universidad de Puerto Rico.
Actualmente WIPR y sus Canales 6 y 3 transmiten semanalmente, "Jacobo y el arte" programa galardonado con el premio "Renacer" en que nuestro cineasta conversa con personalidades relacionadas al mundo de las artes.
En el verano de 2000, Jacobo Morales regresó a las tablas para actuar junto a Johanna Rosaly. La obra, original del propio Jacobo, recibió aplausos de la crítica y tuvo que ser repuesta para complacer al público que quería aplaudirlos en los escenarios nacionales.
En 2002 fue publicado el guion de "Linda Sara", junto con el diario que el cineasta llevó durante las etapas de su preproducción y rodaje. El año 2003 marcó la presentación de su largometraje “Dios los cría II”, la cual fue exhibida a través de las emisoras del pueblo de Puerto Rico, WIPR Televisión.

## Producción cinematográfica
- Dios los cría (1980).
- Nicolás y los demás (1986) (Protagonizó esta película y recibió el premio al mejor actor en el festival de Cartagena de Indias).
- Lo que le pasó a Santiago (1989) (Nominada al Oscar como mejor película extranjera).
- Linda Sara (1995) (Premio a la Mejor Contribución Artística del Festival de Cine Latinoamericano de Trieste, Italia y Premio al mejor guion y a la mejor música en el Festival de Cine Latinoamericano de Nueva York).
- Dios los cría II (2003).
- Angel (2007).

## Como actor de cine
- La Criada Malcriada (1965), también Co- escribió el guion
- Bananas (1971), con Woody Allen
- Up the Sandbox (1972), con Barbra Streisand (interpretó a Fidel Castro)
- Dios los cachorros (1979)
- Nicolás y los demás (1986)
- Lo que le pasó a Santiago (1989)
- Los cuentos de Abelardo (1990), segmento 'Peyo Mercé enseña inglés', basado en cuentos escritos por Abelardo Díaz Alfaro
- Linda sara (1994)
- Los efectos de la magia (1998)
- Angelito mío (1998)
- Desandando la vida (2003)
- Dios los cría II (2004)
- Ángel (2007)
- Broche de oro (2012)
- Broche de Oro: Comienzos (2017)
- Debí Tirar Más Fotos: Short Film (2025)

## Como actor de teatro y dramaturgo
- “Muchas Gracias por las Flores” (1973)
- “Cinco Sueños en Blanco y Negro” (1975)
- “Aquélla, la otra, este y aquel” (1978)
- “Una Campana en la Niebla” (1980)
- “Teté quiere Volver” (1992)
- “Dos” (2000)
- “Baipás” (2012)
- “Al Final del Eclipse” (2013)
- ‘Elsa y Fred’ (2022)[5]

## Participación en televisión
- Desafiando a los genios (años 70 y 80)
- Los Rayos Gama (Telecadena Pérez Perry, años 70 hasta 1981)
- Jacobo y el Arte (años 90 - al presente)

## Premios y nominaciones
Premios Óscar
| Año  | Categoría                          | Película                  | Resultado |
| ---- | ---------------------------------- | ------------------------- | --------- |
| 1990 | Mejor película de habla no inglesa | Lo que le pasó a Santiago | Nominado  |